# Ґміна Колодне
Ґміна Колодне (пол. Gmina Kołodno) — колишня сільська гміна, яка входила до Кременецького повіту Волинського воєводства ІІ Речі Посполитої.
Ґміна утворена 1 жовтня 1933 року з таких частин: 
- частини ліквідованої ґміни Вербовець — Гнидава, Чайчинці, Коханівка і Мусорівці;
- частини ліквідованої ґміни Заруддя — села Заруддя, Олишківці, Витківці, Болязуби, Колодне-Селисько, Колодне-Лісовеччина, Шимківці, Решнівка, Раковець Великий, Раковець Малий і Реймонтів;
- вилученого із ґміни Вишнівець села Воля Вільсона[1].

Польською окупаційною владою на території ґміни інтенсивно велася державна програма будівництва польських колоній і заселення поляками. На 1936 рік гміна складалася з 18 громад:
1. Болязуби — село: Болязуби;
2. Чайчинці — село: Чайчинці;
3. Гнидава — село: Гнидава;
4. Колодне — село: Колодне-Селисько та хутори: Долішній, Глинчуки, Стадарня і Кутиш;
5. Колодне — село: Колодне-Лісовеччина та хутір: Вільховець;
6. Коханівка — село: Коханівка ;
7. Мощиці — село: Мощиці;
8. Мусурівці — село: Мусурівці;
9. Пілсуди — село: Пілсуди;
10. Решнівка — село: Решнівка та хутір: Надкриничний;
11. Раковець Великий — село: Раковець Великий;
12. Раковець Малий  — село: Раковець Малий ;
13. Реймонтів — село: Реймонтів;
14. Олишківці — село: Олишківці;
15. Шимківці — село: Шимківці та хутір: Бані;
16. Витківці — село: Витківці та селище: Квасниця;
17. Воля Вільсона — село: Воля Вільсона;
18. Заруддя — село: Заруддя.

Після радянської анексії західноукраїнських земель ґміна ліквідована у зв'язку з утворенням районів.